# Laurence Suhner

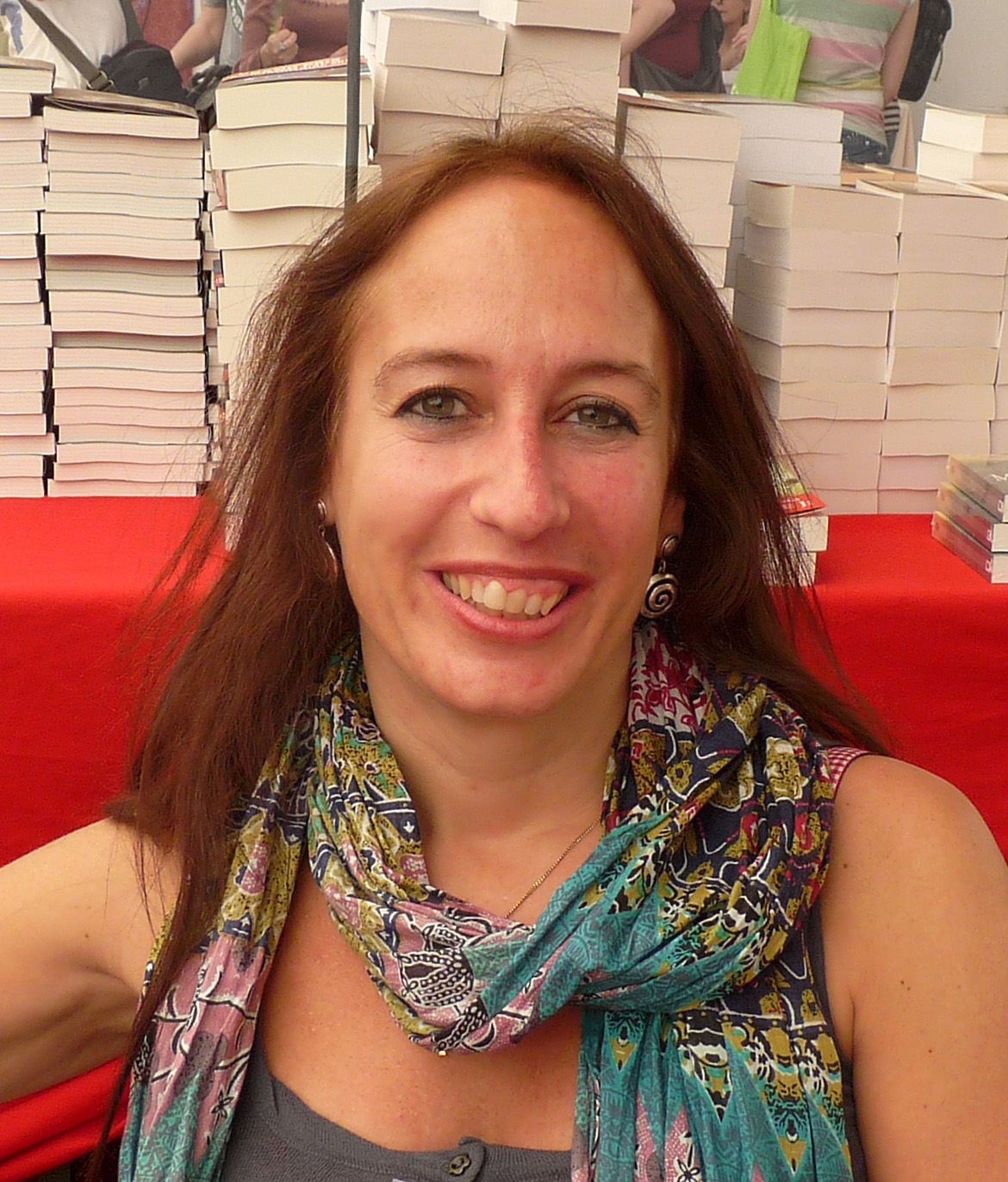
Laurence Suhner (2012)

Laurence Suhner (* 1. Mai 1966 in Genf) ist eine französischsprachige Schweizer Schriftstellerin und Comiczeichnerin.

## Leben
Laurence Suhner studierte Ägyptologie an der Universität Genf und Industriedesign an der ETH Lausanne. Sie ist als Comiczeichnerin und als Autorin von Science-Fiction-Romanen und -Erzählungen hervorgetreten.

## Auszeichnungen
- 2013: Prix Bob Morane für Vestiges

## Werke

### Comicbände
- Rastapanique, 1984
- Zoto Zata ou la statue perdue, 1987
- Éclats d’Âme, 2000
- Le Secret de Chimneys, 2002 (Comicversion von Agatha Christies Roman Die Memoiren des Grafen)
- Dame Jeanne, 2004
- Eclipse, 2006
- Confidences, 2007
- Le Chaman, 2007

### Science Fiction
- Vestiges. L’Atalante, Nantes 2012
- L’Ouvreur des chemins, Nantes 2013
- Origines, Nantes 2015
  - Neuausgabe der Trilogie in einem Band: Quantika, Nantes 2021
- Le Terminateur. Erzählungen, Nantes 2017
- Celle qui sait, Nantes 2021